# Cừu Mông Cổ

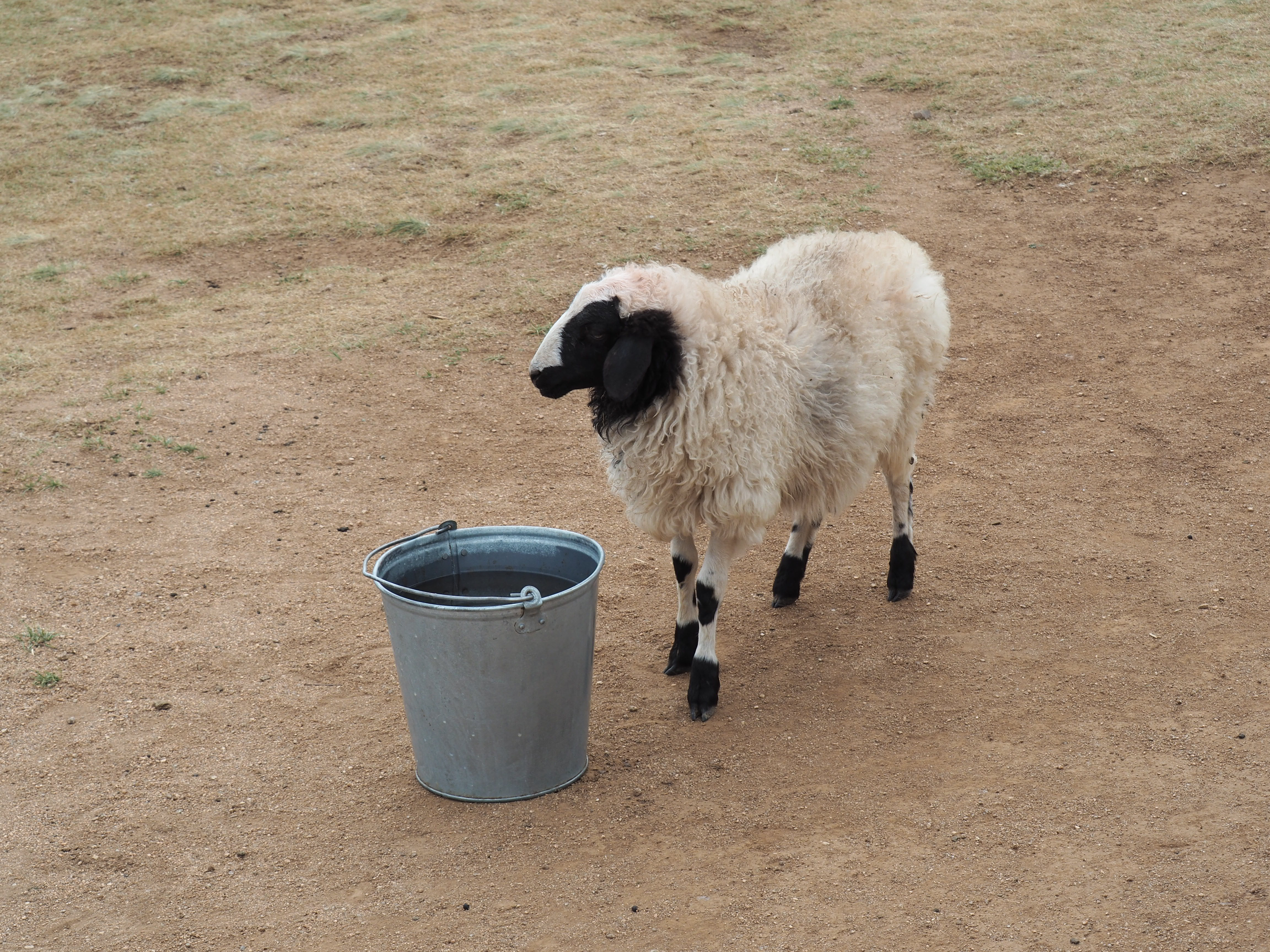
Một con cừu Mông Cổ

Cừu Mông Cổ là các giống cừu hiện đang được chăn nuôi ở Mông Cổ, kể cả vùng Nội Mông. Cừu Mông Cổ là một trong những gia súc quan trọng bậc nhất đối với người Mông Cổ, chúng cung cấp thịt cừu, là nguồn thực phẩm thiết yếu của người dân du mục Mông Cổ, chúng đóng góp quan trọng cho ngành chăn nuôi trong nông nghiệp Mông Cổ và của cả nền kinh tế Mông Cổ, chúng cũng là một trong những loài thú chiếm số lượng đông đảo trong hệ động vật Mông Cổ. Đa phần các giống cừu Mông Cổ thuộc nhóm cừu đuôi béo và có len trắng.

## Tổng quan

Đàn cừu Mông Cổ ở vùng Nội Mông

Mông Cổ có một lịch sử lâu dài cho chăn động vật mà theo truyền thống bao gồm 5 loài gia súc (ngựa, bò, lạc đà, dê và cừu). Phần chính của bầy gia súc Mông Cổ là bầy cừu, gần 50% trong tổng số vật nuôi là những con chiên, đàn cừu ở Mông Cổ là một trong những đàn lớn nhất trên thế giới. Số cừu mỗi dân Mông Cổ là thứ ba sau Australia và New Zealand. Mông Cổ có khoảng 15 triệu con cừu, nhu cầu hàng năm của Mông Cổ trong thịt cừu là 5 triệu đầu cừu. Giống vật nuôi này được nuôi cho nó thịt, len, da, và sữa.
Những giống Mông Cổ như cừu Bayad, cừu Altai, cừu Torguud, cừu Darkhan, cừu Uzemchin, cừu Barga được phân loại theo đặc trưng độc đáo của riêng mình. Trong thời kỳ chủ nghĩa xã hội, ba nhà khoa học Mông Cổ nổi tiếng đã tạo ra giống cừu Orkhon và cừu Yeruu. Trọng lượng trung bình của một con cừu Mông Cổ là 50 kg và cung cấp cho khoảng 1,5 kg len, giống cừu Orkhon là 75–85 kg và cho lên 7,5 kg len. Trọng lượng của giống Altaian đạt đến 90 kg. giống cừu Mông Cổ đã được thông qua với khí hậu khắc nghiệt và có thể tồn tại trong hạn hán, ít chăn thả, thiếu nước và di chuyển địa điểm liên tục, có lẽ hầu hết các giống lai khác không thể tồn tại trong một môi trường như vậy.
Sản xuất len ở Mông Cổ bao gồm 70% lông cừu với lượng sản xuất 20 tấn. Thịt cừu có một hương vị tốt và chất lượng cao, có hương vị và mọng nước, có giá trị dinh dưỡng cao. Trọng lượng của Mông Cổ cừu là gần như tương đương với tiêu chuẩn thế giới trong những giống tốt nhất. Thịt cừu được ưa thích ở nhiều quốc gia. Cừu Mông Cổ là một mặt hàng xuất khẩu quan trọng. Mông Cổ cung cấp thịt cừu trong lễ kỷ niệm và các dịp khác. Thịt cừu cũng có chất quan trọng cho cừu thương phẩm. Theo truyền thống, cừu có giá trị rất lớn đối với người Mông Cổ, người gọi họ là "Vẻ đẹp của bầy", "thực phẩm danh dự" và "Nguồn len", đàn cừu là nguồn sinh kế chính cho dân du mục. Thịt cừu và sữa là những nguồn chính của tiêu thụ thực phẩm, bầy cừu có thể cung cấp nhiều thứ có giá trị trong cuộc sống của người du mục, trừ việc vận tải. Cừu phân là một nhiên liệu quan trọng.

## Phân loại
Có rất nhiều chủng cừu ở Mông Cổ được thích nghi với khí hậu khắc nghiệt và lãnh thổ rộng lớn. Cừu ở Mông Cổ có thể được chia thành năm loại. Con cừu có nguồn gốc chung là đa năng và thấp về năng suất. Bốn giống khác được sử dụng cụ thể hơn để lấy thịt (thịt cừu), len thảm, sữa và thịt cừu chất lượng tốt. Cừu cho len thô và lông cừu bán thô. Các giống khác nhau cừu chắc chắn tạo thành một giá trị, mặc dù ít được biết đến, thành phần của các nguồn gen động vật trên thế giới. Các giống này đều nằm trong vành đai khí hậu khác nhau và ở các độ cao khác nhau ở vùng núi, đồi, đồng bằng và sa mạc cát của đất nước.
Vùng đồng cỏ miền núi phía Bắc và vùng thảo nguyên trung tâm đang được giao cho việc chăn nuôi giống tốt và lấy lông cừu. Trong khu vực bán khô cằn phía Nam và vùng lãnh thổ phía bắc, cừu mỡ đuôi được thuần chủng. Lựa chọn con giống làm tăng số lượng và cải thiện chất lượng của len thảm. Ở cực nam, khu vực bán sa mạc của Gobi đã được phân bổ để nuôi cừu Karakul cho da. Việc sản xuất thịt cừu, chất béo và len thảm xảy ra ở phía tây của đất nước và bao gồm các dãy núi Altay. 

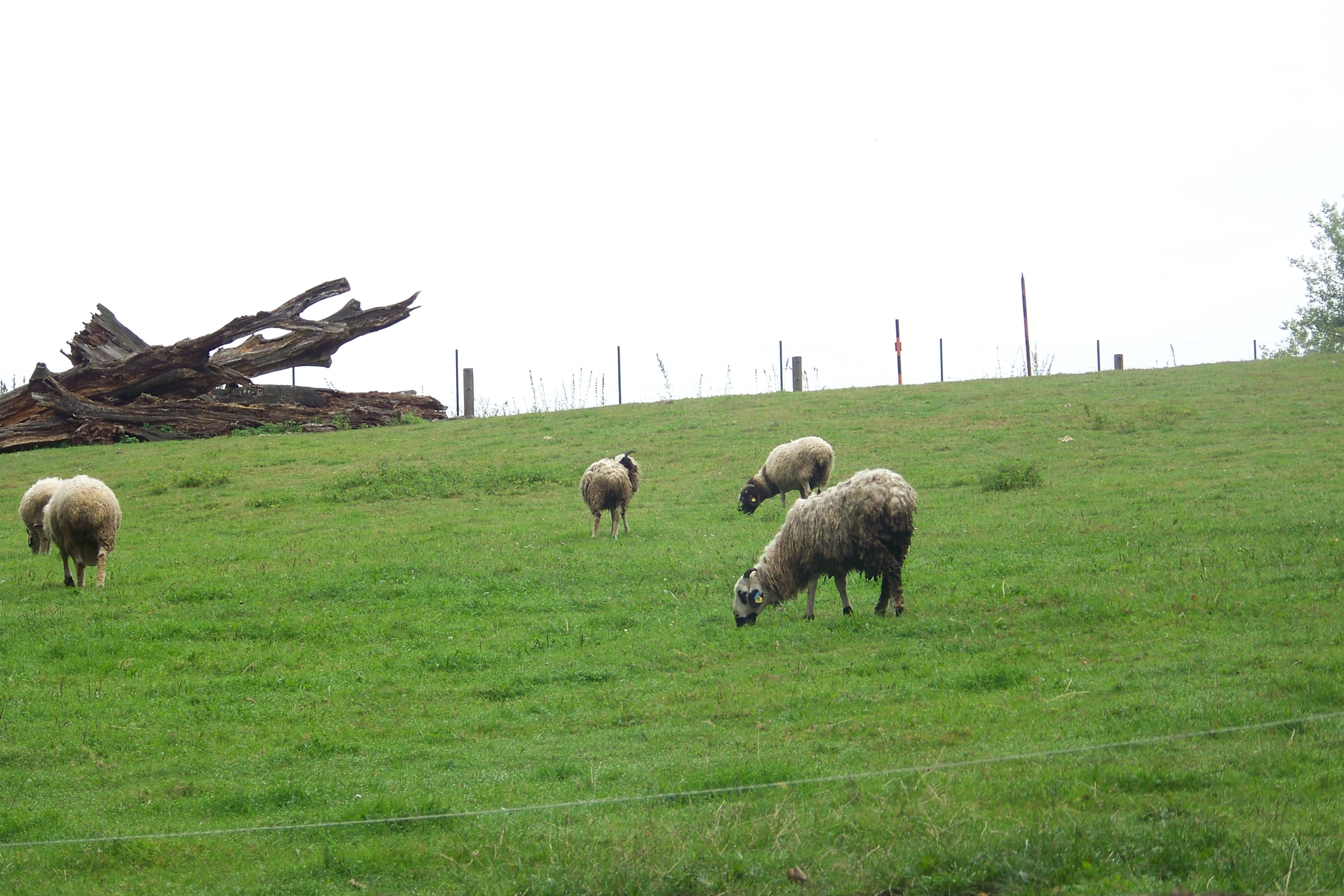
Một đàn cừu Mông Cổ trên thảo nguyên

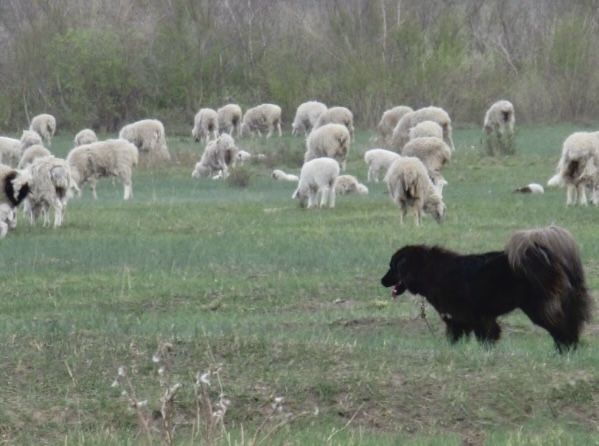
Một con chó chăn cừu Mông Cổ

Chúng được phân loại thành các loại sau đây:
- Các giống cừu ở vùng núi phía Bắc và khu vực đồng cỏ
- Các giống cừu ở vùng thảo nguyên Trung tâm
- Các giống cừu ở vùng bán khô cằn phía Nam;
- Các giống cừu ở vùng bán sa mạc Gobi;
- Các giống cừu ở dãy núi Altay ở phía tây.

Cụ thể các giống cừu là:
- Cừu bản địa Mông Cổ (Cừu Khalkh)
- Cừu Gobi Altay
- Cừu Baidrag
- Cừu Bayad
- Cừu Uzemchin
- Cừu Sartuul
- Cừu Darkahd (Dòng cừu)
- Cừu Barga (Dòng cừu)
- Cừu Sutai (Dòng cừu)
- Cừu Khotont
- Cừu Tamir
- Cừu Karakul
- Cừu Symber
- Cừu Sacrum
- Cừu Kerei
- Cừu Torguud
- Cừu Altanbulag
- Cừu Khangai
- Cừu Orkhon
- Cừu trắng đồng cỏ
- Cừu Yeruu
- Cừu Jargalant
- Cừu Tsigai

## Trong văn hóa

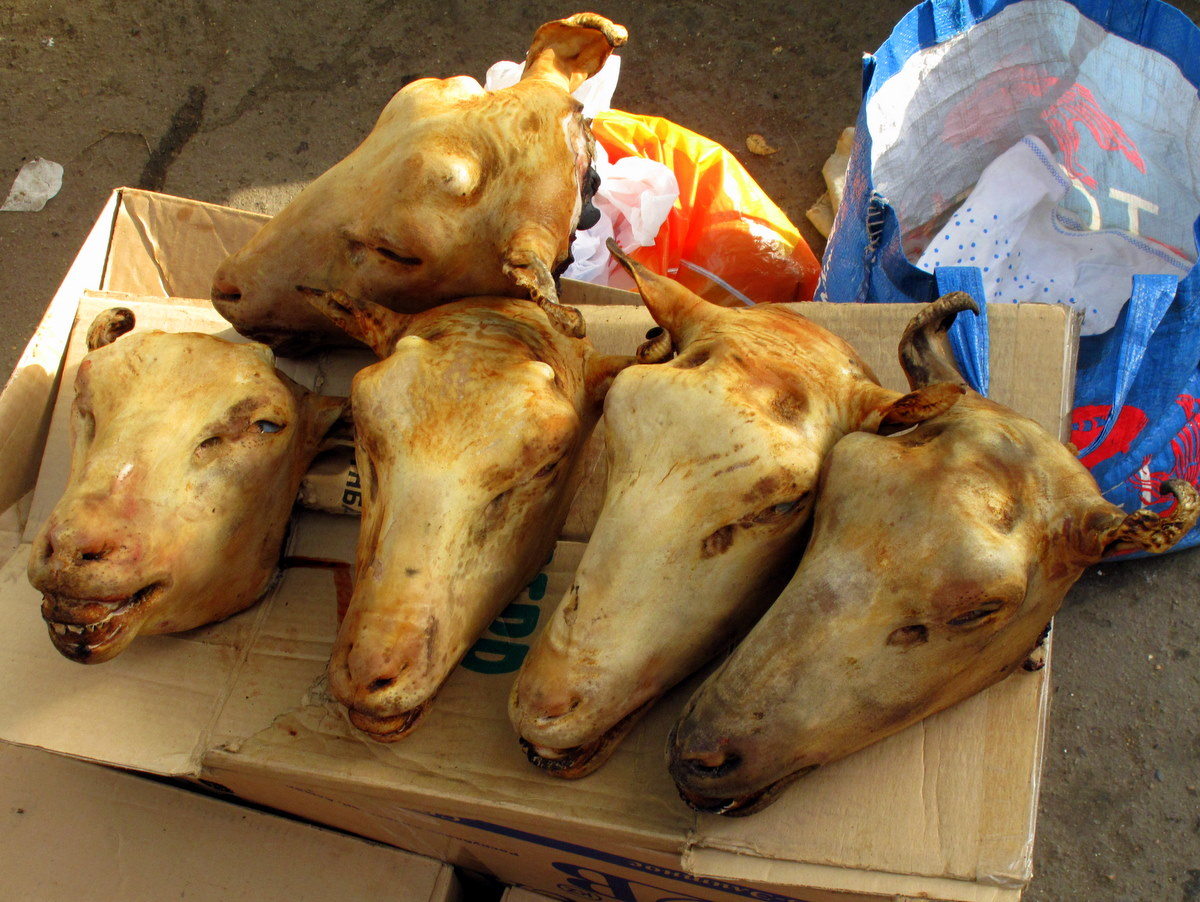
Đầu cừu

Với người Mông Cổ đàn cừu là quan trọng nhất vì đây là nguồn lương thực chính của họ. Vì thế vào những ngày này mọi người sẽ chúc nhau câu: " Chúc đàn cừu nhà bạn ngày càng to béo". Chó chăn cừu là con vật thân thiết của dân đồng cỏ. Nó giúp người lùa đàn cừu hỗn độn vô tổ chức đi ăn trên cánh đồng, bảo vệ chúng khỏi những kẻ thù như cáo, sói. Khí hậu khắc nghiệt và thảo nguyên chăn thả gia súc bao la khiến ẩm thực Mông Cổ chủ yếu xoay quanh các món từ thịt và chất béo động vật.
Ở Mông Cổ người ta mua cả tảng to, cả cái đùi cừu. Những món cừu Mông Cổ vừa đậm mùi (do thịt cừu hăng), vừa quá thiếu rau. Người Mông Cổ ăn rất nhiều thịt, cũng không có món tráng miệng. Món đặc trưng trong các bữa trưa và tối của người Mông Cổ là thịt nướng. Họ xâu thịt vào que như nướng trên bếp than, đôi khi cũng nướng trên đá. Cả căn lều sực nức mùi cừu. Người Mông Cổ có nhiều cách chế biến thịt cừu khác nhau nhưng nổi bật và ấn tượng nhất vẫn là các món nướng. Đùi cừu nướng cùng các loại rau thơm, thảo quả được xem là không thể thiếu của các bữa tiệc người Mông Cổ. Đùi cừu nướng được xem là linh hồn của tất cả các bữa tiệc của người Mông Cổ. Ngoài ra, Bánh thịt cừu và món mì xào thịt cừu bằm và cải bắp, bằm thịt cừu và cắt cải bắp, củ hành và khoai tây đó là thành phần chủ lực của nền ẩm thực xứ này. Sau khi nướng đùi cừu, người Mông Cổ sẽ cầm tay và dùng dao sắt từng miếng và ăn ngay vừa nhai nhồm nhoàm.
Trong số các món ăn, đầu cừu được xem là một trong những món gây ấn tượng mạnh. Với vẻ ngoài thô kệch, hàm răng được giữ nguyên. Nguyên liệu để làm món ăn trứ danh là đầu cừu. Sau khi thui lông và làm sạch, người ta đặt chúng cùng nhiều loại rau củ vào một chiếc nồi; ninh nhỏ lửa chừng vài giờ khiến thớ thịt trở nên mềm mại, thưởng thức đầu cừu luộc đúng kiểu phải dùng tay trực tiếp chứ không nhờ đến sự hỗ trợ của các loại dao, dĩa, người ta dùng sức để tách đầu cừu thành hai phần hàm trên và dưới, ăn hết da, thịt cho đến khi chỉ còn trơ lại khung xương. Nam giới trong gia đình như ông nội, bố sẽ cắt nhỏ phần thịt ở vòm miệng chia đều cho phụ nữ trong nhà. Với phần mắt, người Mông Cổ quy định ai đã ăn phần mắt trái thì bắt buộc phải dùng nốt phần còn lại.